# 奥斯瓦尔多·法托里
奥斯瓦尔多·法托里（英語：Osvaldo Fattori，1922年6月22日—2017年12月27日），是一名意大利足球运动员。他担任后卫或中场球员。他出生在意大利维罗纳的圣米歇尔大街。在国际层面上，法托里曾为意大利国家足球队赢得了四次总冠军。
法托里于2017年12月27日在米兰去世，享年95岁。